# Rhipidia pallidistigma
Rhipidia pallidistigma är en tvåvingeart. Rhipidia pallidistigma ingår i släktet Rhipidia och familjen småharkrankar.

## Underarter
Arten delas in i följande underarter:
- R. p. funeralis
- R. p. pallidistigma